# Snøhetta
|  | Aquest article tracta sobre geografia. Si cerqueu l'estudi d'arquitectura, vegeu «Snøhetta (empresa)». |

El Snøhetta és la muntanya més alta de la Serra de Dovrefjell, amb una altitud de 2.286 metres és el vint-i-quatrè pic més alt de Noruega. La seva prominència topogràfica és la tercera més alta del país. La muntanya està situada al comtat de Trøndelag, a l'interior del Parc Nacional Dovrefjell-Sunndalsfjella.
La muntanya té diversos pics:
- El Stortoppen, el cim més alt, de 2.286 metres.
- El Midttoppen, de 2278 metres, prominència 40 m.
- El Hettpiggen,de 2261 metres, prominència 50 m.
- El Vesttoppen, de 2253 metres, prominència 70 m.

L'ascensió al Vesttoppen i al Stortoppen és de fàcil accés, en què s'hi pot arribar fent senderisme o amb esquís. El Midttoppen, el Hettpiggen i el Vesttoppen requereixen escalada amb una corda.
Al Stortoppen hi ha una estació d'enllaç de ràdio, originalment instal·lat per l'exèrcit noruec, i ara serveix fins a primordialment civils. L'estació i el seu generador dièsel d'emergència, així com un heliport proper, en detriment tant de l'estètica de la cimera. Per aquesta raó, molts recomanen Vesttoppen com un millor destí.
Un petit monument per al filòsof noruec, humorista, escriptor i alpinista Peter Wessel Zapffe es troba prop del cim de Vesttoppen.
En bones condicions, tant a l'estiu com a l'hivern, l'ascens és relativament fàcil. Punts de partida comuns són les cabanes de Reinheim, Snøheim o Åmotdalshytta.